# Светозаревское сельское поселение
Светозаревское сельское поселение — муниципальное образование в составе Слободского района Кировской области России.
Центр — деревня Светозарево.	

## История
Светозаревское сельское поселение образовано 1 января 2006 года согласно Закону Кировской области от 07.12.2004 № 284-ЗО.

## Население
| 2010 | 2012 | 2013 | 2014 | 2015 | 2016 | 2017 |
| ---- | ---- | ---- | ---- | ---- | ---- | ---- |
| 579  | ↘566 | ↘559 | ↗562 | ↘534 | ↘526 | ↘508 |
| 2018 | 2019 | 2020 | 2021 |      |      |      |
| ↘495 | ↘484 | ↘478 | ↘410 |      |      |      |

## Состав
В состав поселения входят 17 населённых пунктов (население, 2010):
| - деревня Светозарево — 354 чел.; - деревня Алексеево — 1 чел.; - деревня Амур — 0 чел.; - деревня Будино — 0 чел.; - деревня Бурино — 25 чел.; - деревня Верхнее Мочагино — 18 чел.; - деревня Зямино — 0 чел.; - деревня Кобляки — 0 чел.; - деревня Красногорье — 35 чел.; | - село Круглово — 5 чел.; - деревня Нижнее Мочагино — 63 чел.; - деревня Омсино — 20 чел.; - деревня Паскино — 15 чел.; - деревня Пески — 39 чел.; - деревня Подгорное — 4 чел.; - деревня Той-Дой — 0 чел.; - деревня Ужоговица — 0 чел. |